# Obstacle

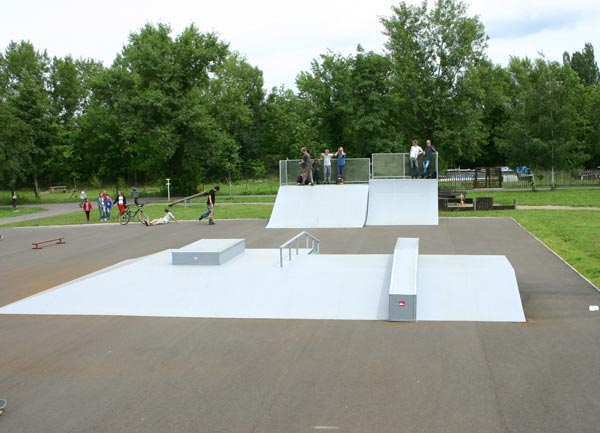
Ein Skatepark mit verschiedenen Obstacles

Ein Obstacle (engl. für Hindernis) ist für Skateboarder, Traceure, Freeskier, Snowboarder, Wakeboarder und Einradfahrer jedes Hindernis, das beim Fahren überwunden wird. Dies können eigens angefertigte Rampen, sogenannte Kicker, aber auch Treppen oder Handläufe sein.
Obstacle werden auch eigene Wettbewerbe für Skateboard- oder Einrad-Fahren genannt, die auf einem Hindernisparcours stattfinden.

## Skateboard

### Street
Bei dem Street Skateboarding gibt es etliche Obstacles, manchmal werden diese auch kombiniert für einzigartige Trickausführungen. Sie tragen gemäß dem Skateboarder-Jargon englische Namen. Die wichtigsten davon sind:
- Curb/Ledge: Länglicher Block mit Kanten, auf denen man Slides oder Grinds macht[1]
- Stairs: Set aus beliebig vielen Stufen. Eine größere Anzahl an Stufen bietet einen höheren Schwierigkeitsgrad[2]
- Kicker: Schräge Sprungschanze
- Flatrail: Stange aus Metall, die waagerecht auf dem Boden steht[3]
- Handrail: Schräges Treppengeländer[4]
- Manualpad: Wird auch als Wheeliepad bezeichnet und kann ähnlich wie ein Curb genutzt werden (ist aber deutlich flacher)[5]
- Funbox: Kombination aus Obstacles, meistens auf Skateparks anzufinden[6]
- Wallride: Äußerst steile Bank oder senkrechte Wand, um die gleichnamigen „Wallrides“ möglich zu machen[7]

### Vert
Im Vert Skateboarding werden folgende Obstacles befahren:
- Halfpipe: Ist mindestens 3 Meter hoch und endet meistens in einer Vertikalen[8]
- Miniramp: Die kleinere Version der Halfpipe[9]
- Quarterpipe: Die Hälfte einer Miniramp[10]
- Bowl & Pool: In den Boden eingelassene Becken[11]

## Einrad

Obstacle im Einradfahren

Beim offiziellen Einrad-Hindernisparcours, auch IUF-Slalom genannt, müssen zehn Pylonen in der richtigen Reihenfolge und Richtung umfahren werden. Die Fahrer starten nach einem vierstufigen Signal des Starters. Die Pylonen dürfen berührt, aber nicht umgestoßen werden. Der Parcours muss korrekt durchfahren werden, insbesondere in der korrekten Kurvenrichtung. Fährt ein Sportler in falscher Richtung um einen Pylon, so kann er die Passage wiederholen. Die Zeit an der Ziellinie wird gestoppt, nachdem der letzte Pylon vollständig umfahren wurde.
Für offizielle Wettbewerbe müssen die Pylonen 45 bis 60 cm hoch sein; die Kantenlänge des Basisquadrats beträgt maximal 30 cm. Jedem Fahrer werden zwei Versuche gewährt.
Den deutschen Rekord der Männer hielt von 2004 bis 2010 Jan Logemann, der den Parcours in 20,01 Sekunden durchfuhr. Der Rekordhalter seit Juni 2018 ist der Belgier Gert-Jan de Vleeshouwer mit 17,59 Sekunden. Bei den Frauen hält seit September 2017 die Schweizerin Mirjam Lips den Weltrekord. Damals noch 19,29 Sekunden. Ihr aktueller Rekord bei 17,90 Sekunden. (Stand August 2022)